# Oleai Sports Complex

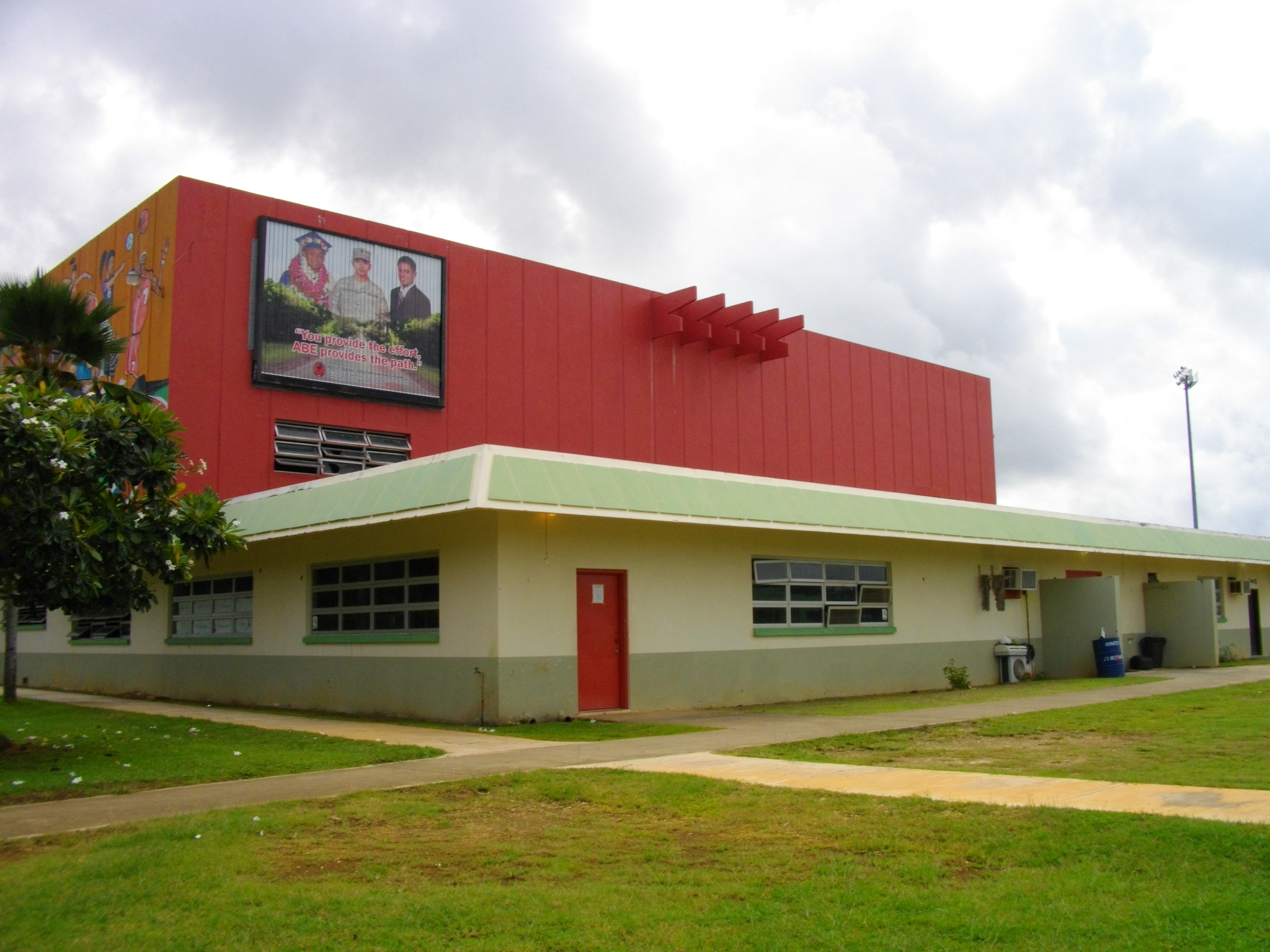
Ada-Sporthalle im Oleai Sports Complex, 2010

Der Oleai Sports Complex ist ein Mehrzweckstadion in Saipan, der Hauptstadt der Inselkette der Nördlichen Marianen. Er liegt zwischen Susupe und San Jose an der Westküste der Insel Saipan.
Der Sportplatz wird gegenwärtig überwiegend für Begegnungen der Saipan Little League Baseball sowie für Fußballspiele genutzt. Es ist die Heimspielstätte der Fußballnationalmannschaft der Nördlichen Marianen. Das Stadion bietet 2000 Zuschauern Platz. Der Rasenplatz wird von einer Aschenbahn umgeben.
Des Weiteren gibt es im Komplex Einrichtungen und Sporthallen für Basketball und Volleyball sowie Trainingsmöglichkeiten für Leichtathletik und andere Sportarten.